# Жарко Васиљевић
Жарко Васиљевић (Бела Црква, 7. мај 1892 – Нови Сад, 19. септембар 1946) био је редитељ, драматург, преводилац, управник Српског народног позоришта и песник.

## Биографија
Оба родитеља су му били глумци Српског народног позоришта: отац Коча и мати Даница рођена Жан. Од малена је са родитељима ишао по гостовањима путујућих глумаца, па је као чељаде био прихваћен од целе позоришне дружине. Углавном се школовао у местима у којима је гостовала трупа Српског народног позоришта, а гимназију је 1911. завршио у Белој Цркви. Студије права је у Будимпешти  прекинуо је због рата 1914. Ратни период је провео болестан са родитељима у Новом Саду. Студије је наставио у Београду 1919, али их није завршио. 
За време управе Петра Коњовића 1919. постављен је за секретара Српског народног позоришта. Септембра 1923. постаје редитељ ове позоришне куће, а 1927. је именован за главног редитеља и артистичког управника. Када је позориште подржављено, организовао је Трупу Друштва за СНП. Када је изгорело Дунђерсково позориште 1928. трудио се да обезбеди услове за рад Трупе. Под његовом управом представе су даване у сали хотела „Слобода“ у сезони 1929/30. Био је секретар Друштва за СНП 1924/25, члан његовог Управног одбора 1924, 1925, 1928/29. и 1932/33. Од 1936. до 1941. био је драматург Народног позоришта Дунавске бановине.
За потребе позоришта преводио је са мађарског и немачког, али и драматизовао више драмских дела. После рата поверено му је да обнови рад СНП, али сада под именом Војвођанско народно позориште, чији је био управник и на тој функцији остао до смрти.
Цео живот био је везан за СНП и посвећен његовом раду. Његови преводи и драматизације успешно су извођени на сцени, као и његове режије. Поред рада везаног за СНП, био је и члан Књижевног одељења Матице Српске од 1924, а од 1931. члан је Књижевног одбора. Радио је и као вршилац дужности секретара Матице српске и библиотекар Библиотеке Матице српске 1932, 1943-1944, затим управник Музеја Матице српске у привременом својству.
Објављивао је песме у часописима: Дан, Српски књижевни гласник, Будућност, Раскрсница, Летопис Матице српске, Војвођански зборник, Нова светлост, Нова Војводина, Новости, Јединство, Записи, Књижевни север, Наш живот и др, а одломак његовог романа Хиљаду корака Пантелије Савића објављен је у Летопису Матице српске 1931. Његове најбоље песме настале су између два рата и, углавном, темом су везане за Војводину и за судбину и проблеме Војвођана. Одликован је 1936. Орденом Светог Саве V реда поводом 75-огодишњице рада Српског народног позоришта.
Сахрањен је, поред родитеља, на Алмашком гробљу у Новом Саду.